# Distrito de Ambatolampy
Ambatolampy es un distrito de la región de Vakinankaratra, en la isla de Madagascar, con una población estimada en julio de 2014 de 263 109 habitantes.
Se encuentra ubicado en el centro de la isla, a poca distancia al suroeste de la capital nacional, Antananarivo.